# Literatura en aragonés

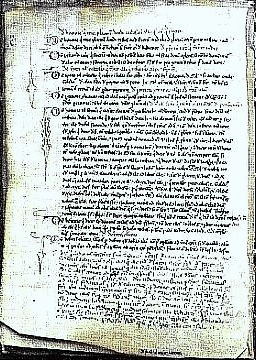
Página del Liber regum.

La lengua aragonesa ―también llamada navarroaragonesa en su etapa medieval― no ha gozado, a lo largo de su historia, del prestigio literario con el que cuentan las otras lenguas romances de la península ibérica. 
Las Glosas Emilianenses (siglo X) son el primer testimonio escrito de la lengua aragonesa. Esta afirmación, que se opone a la que considera dichas glosas como castellanas, se sustenta en el análisis lingüístico, en los que muchos de los rasgos aparecen como claramente aragoneses. Es el caso de -it- resultante de -ct- (muito, feito), de la diptongación ante yod (uellos, tiengo), o de ciertas formas verbales, como las del verbo ser, y léxicas.
Pero no será hasta los siglos XII y XIII que el aragonés comenzará a tener mayor presencia en los documentos escritos. De este período, destacan el Liber Regum —primera historia general con desarrollo narrativo amplio en una lengua románica peninsular—, Diez mandamientos —tratado doctrinal destinado a confesores— y el Vidal Mayor, obra jurídica donde aparecen compilados los fueros de Aragón. Textos como Razón feita d'amor, el Libre dels tres reys d'orient o la Vida de Santa María Egipciaca presentan asimismo claros rasgos aragoneses. 

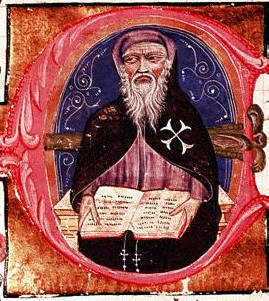
Juan Fernández de Heredia, representado en una inicial miniada de su Grant crónica de España.

Ya en el siglo XIV, despunta la personalidad de Juan Fernández de Heredia, humanista, historiador y autor de la Grant Crónica d'Espanya y de la Crónica de los Conquiridores, entre otras obras. Fue también quien se encargó de traducir al aragonés obras clásicas de la Antigüedad, como las Vidas paralelas de Plutarco. No obstante, el aragonés utilizado en estas obras presenta ya un claro polimorfismo, en el que aparecen castellanismos, catalanismos y cultismos. 
Más aragonesa se presenta la Crónica de San Juan de la Peña, del mismo siglo, que incluye los versos prosificados de un cantar de gesta, el Cantar de la Campana de Huesca, que dataría de fines del siglo XII o principios del XIII. También se realizan otras traducciones en esta época, como la del Libro de las maravillas del mundo, libro de viajes de John Mandeville.
A partir del siglo XV, con la entrada de dinastías castellanas en Aragón, la lengua aragonesa sufrirá un progresivo desprestigio social que repercutirá en su literatura. Los versos de Eiximén Aznáriz serán lo más destacable de un siglo en el que los escritores aragoneses irán adoptando, en su mayoría, la nueva lengua de la corte y de las capas altas, el castellano. De este modo, el siglo XVI verá ya escritores aragoneses en lengua castellana, en la cual contará con autores de la talla de Baltasar Gracián o los hermanos Lupercio y Bartolomé Leonardo de Argensola. No obstante, estos siglos seguirán viendo una importante presencia del aragonés en la literatura aljamiada (escrita con grafía arábiga), como se aprecia en el Poema de Yuçuf, estudiado por Menéndez Pidal y en muchos manuscritos y fragmentos de obras como Las mil y una noches.

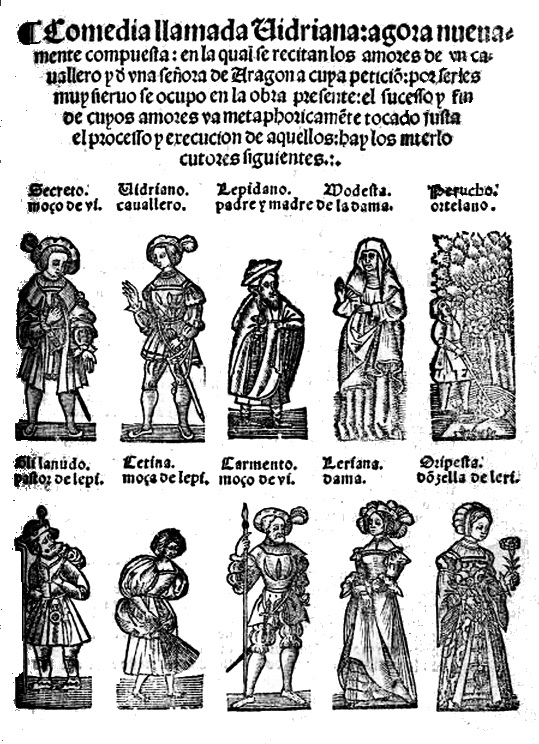
Portada de la Comedia Vidriana.

El teatro renacentista en Aragón es cultivado por Jaime de Huete, que escribió en la primera mitad del siglo XVI sus comedias Tesorina y Vidriana, que incluían diálogos procedentes del habla popular con abundantes aragonesismos.
La lengua aragonesa, convertida cada vez más en una lengua de ámbito rural y familiar, adoptará en los siglos siguientes un carácter marcadamente popular. El siglo XVII contará con escritores aislados que, conscientes de las diferencias entre el habla del pueblo (aragonesa) y la adoptada por los escritores, mirarán de remedar aquella para dar mayor realismo a sus obras. Será el caso de la abadesa Ana Abarca de Bolea, autora del poema Albada al Nacimiento, y también de las «pastoradas» desde el siglo XVIII, en las que el «repatán» se expresa a menudo en aragonés. Joaquín Costa en marzo de 1879 publicó en el Boletín de la Institución Libre de Enseñanza una curiosa fórmula de pastorada ribagorzana: «Todos los días de festa, se les menchan lo disná. — En donas de Mon de Roda, no te hi vaigas á casá.- Los capellans anaban en la procesión en sombrero...».
Los siglos XIX y XX verán un cierto renacer de la literatura aragonesa, si bien su condición de idioma minorizado y falto de una seria referencia estándar hará que los escritores traten sus temas, a menudo localistas, en su propia variedad dialectal del aragonés. Así, en 1844 aparece en aragonés de Almudévar la novela Vida de Pedro Saputo, de Braulio Foz. Ya en el siglo XX destacan: en cheso las comedias costumbristas de Domingo Miral y la poesía de Veremundo Méndez; en grausino, los escritos populares de Tonón de Baldomera; en estadillano, los versos de Cleto Torrodellas Español y los escritos, en verso y en prosa, de Cleto José Torrodellas Mur; en somontanés, los relatos costumbristas de Pedro Arnal Cavero, así como la popular novela de Juana Coscujuela, A Lueca, istoria d'una mozeta d'o Semontano.
Los años posteriores a la dictadura suponen una revitalización de la literatura aragonesa, que ahora persigue un modelo más estandarizado o supradialectal. Numerosos estudios filológicos sobre las diversas hablas aragonesas ayudarán a adoptar una visión conjunta del idioma. 1977 será el año de la primera gramática escrita del aragonés, a cargo de Francho Nagore, quien ya había publicado el libro de poesía Sospiros de l'aire (1971). Un año después Ánchel Conte publica el poemario No deixez morir a mía voz y Eduardo Vicente de Vera publica Garba y augua (1976) y Do s'amorta l'alba (1977). A partir de los primeros años, crece el número de autores en lo que se dará en llamar aragonés literario o común (Francho Rodés, Chusé Inazio Nabarro, Óscar Latas Alegre, Francho Nagore, Chusé Raul Usón, María Pilar Benítez Marco, Ferrán Marín Ramos, Chusé Antón Santamaría Loriente, Ánchel Conte, Rafel Vidaller Tricas, Jesús de Jaime, etc.) por oposición al aragonés local o dialectal, que también se sigue cultivando en obras como las de Nieus Luzía Dueso en dialecto de Gistaín o chistabín, José María Satué en el de Sobrepuerto, Máximo Palacio y Ricardo Mur Saura  en el de Alto Gállego, Emilio Gastón en cheso, o las de Ana Tena y Toni Collada en ribagorzano. Asimismo crecerá en estos años el número de premios literarios que fomentan la creatividad literaria, como el Premio literario Villa de Siétamo, el Premio de Relatos "Luis del Val" o el Premio Arnal Cavero.